# Grace Bumbry
Grace Ann Melzia Bumbry (St. Louis, 4 de janeiro de 1937 – Viena, 7 de maio de 2023) foi uma mezzo-soprano estadunidense e uma das mais celebradas de sua geração. Foi uma das grandes cantoras afro-americanas que se seguiram a Marian Anderson (incluindo Leontyne Price, Martina Arroyo, Shirley Verrett e Reri Grist) no mundo da música clássica. Primeiramente, foi conhecida pela sua ótima agilidade e pela técnica de bel canto. Também ficou particularmente famosa pelo seu temperamento e intensidade dramática em cena. Recentemente ela ficou conhecida como uma cantora de recitais e professora.

## De mezzo à soprano à mezzo
A carreira de Bumbry no mundo das óperas foi cheia de controvérsias. Inicialmente, Bumbry começou sua carreira como mezzo, mas ela expandiu seu repertório para muitos papéis de soprano dramática. Na metade da década de 1970 e na década de 1980 ela se autoconsiderou uma soprano, mas na década de 1990 ela voltou a ser considerada uma mezzo-soprano. Ela foi uma das cantoras com mais sucesso na transição de mezzo-soprano para soprano (juntamente com sua compatriota Verrett); entretanto, o público e críticos ficaram divididos se ela era uma "verdadeira" soprano. Ela cantou muitos papéis para soprano em muitas casas de óperas em volta do mundo até o fim de sua carreira operística na década de 1990 - cantando Turandot no Royal Opera House, em 1993, por exemplo.

## Começo da vida e carreira
Grance Bumbry nascem em Missouri, em uma família modesta. Ela venceu uma competição em uma rádio aos dezessete anos de idade cantando a ária O don fatale de Don Carlos de Verdi. Estudou na Universidade de Boston. Mais tarde foi transferida para a Universidade Northwestern, onde ela conheceu a soprano dramática alemã e notável cantora de obras wagneriana Lotte Lehmann, com quem estudou na Music Academy of the West em Santa Bárbara, Califórnia. Em 1958 ela foi vencedora no Metropolitan Opera em audições com Martina Arroyo, no ano seguinte ela fez sua estreia em Paris. Bumbry fez sua estreia operística em 1960 cantando Amneris na Ópera Garnier, no mesmo ano se associou ao Theater Basel.
Bumbry fez sua estreia no Royal Opera House em 1963; no La Scala em 1964 e no Metropolitan Opera em 1965 como a Princesa Eboli em Don Carlo de Verdi. Em 1964, Bumbry apareceu pela primeira vez como soprano, cantando Lady Macbeth em Macbeth de Verdi, em sua estreia na Ópera Estatal de Viena. Em 1966 ela apareceu como Carmen, cantando ao lado de Jon Vickers em duas diferentes produções, uma com o maestro Herbert von Karajan em Salzburgo e outra com a Ópera de São Francisco. Em 1967 ela cantou Carmens novamente com sua estreia na Companhia de Ópera Lírica da Filadélfia e retornou para a Ópera de São Francisco para sua primeira performance como Laura Adorno em La Gioconda, com Maureen Forrester e Chester Ludgin.
Em 1963 ela casou-se com o tenor polonês Erwin Jaeckel. Divorciaram-se em 1972.

## Fim da carreira e morte
Na década de 1970, Bumbry começou a cantar em muitos em papéis de soprano. Em 1971 ela fez sua estreia como Tosca no Metropolitan Opera (uma performance que também marcou James Levine fazendo sua estreia como maestro na casa). Também se apresentou com papéis diferentes em seu repertório, como Jenůfa de Leoš Janáček no La Scala em 1974 (com Magda Olivero); Ariane et Barbe-bleue de Paul Dukas em Paris em 1975 e L'Africaine de Giacomo Meyerbeer no Covent Garden em 1978.
Outros papéis notáveis foram das óperas: Le Cid, Tannhäuser, Ernani, Il trovatore, La forza del destino, Aida, Turandot e Bess.
Em 1991, na abertura da nova Ópera Bastille, ela apareceu como Cassandre, com Shirley Verrett. Sua última aparição em óperas foi em Elektra de Richard Strauss em Lyon, no ano de 1997.
Morreu em 7 de maio de 2023, aos 86 anos, em um hospital em Viena.

## Videografia
- The Metropolitan Opera Centennial Gala (1983), Deutsche Grammophon DVD, 00440-073-4538
- James Levine's 25th Anniversary Metropolitan Opera Gala (1996), Deutsche Grammophon DVD, B0004602-09